# Брыкин, Александр Евстратьевич
Алекса́ндр Евстра́тьевич Бры́кин (в некоторых источниках — Евстра́тович, Евста́фьевич; 1895—1976) — советский военно-морской деятель, инженер, крупный организатор работ в области минно-торпедного оружия, руководитель Научно-исследовательского минно-торпедного института (НИМТИ). Доктор технических наук, профессор.

## Биография
В 1914 окончил Пензенское реальное училище. Начал военную службу с 1915. Являлся участником Первой мировой войны.
В 1917 помощник начальника Центрального гидроавиационного склада, прапорщик по адмиралтейству. С 1918 — матрос бригады морской авиации Морских сил Балтийского моря (МСБМ) Рабоче-Крестьянского Красного флота (РККФ), член бригадного комитета, член Совета рабочих и солдатских депутатов, один из участников создания народного университета.
Затем наблюдающий и приёмщик авиаимущества на заводах Петрограда и Пензы (1917—1919), районный наблюдающий на авиазаводе (1919), помощник начальника Центрального склада морской авиации и председатель приемной комиссии отдела воздухоплавания ГУК (1919—1921), помощник начальника по учебной части школы рулевых и сигнальщиков МСБМ (12.1921—3.1922).
Окончил минное отделение факультета военно-морского оружия Военно-морской академии (3.1922—4.1928). Начальник минно-испытательной партии Кронштадтского морского завода Главного военного порта МСБМ (4.1928-6.1929).
Член минной секции Научно-технического комитета Управления морских сил РККА (6.1929-9.1932). В эти годы окончил Ленинградский высший инженерно-педагогический институт по специальности «двигатели внутреннего сгорания» (1931-1932). Был организатором и первым начальником Научно-исследовательского минно-торпедного института ВМС (9.1932-2.1939). Руководил работами по созданию первой отечественной электрической торпеды ЭТ-80 (принята на вооружение ВМФ в 1942). Был начальником минно-торпедного факультета Военно-морской академии имени К. Е. Ворошилова (2.1939-12.1941). Член ВКП(б) с 1941 года.
В годы Великой Отечественной войны занимался снабжением Военно-Морского Флота боевой техникой и вооружением, был членом советской военно-морской миссии в Великобритании, а с сентября 1943 стал заместителем её главы. Находясь за рубежом, принимал участие в обеспечении переходов военных кораблей в Мурманск, доставке военного снаряжения на судах союзных конвоев, за что был награждён орденом Нахимова II степени.
В 1943 за создание нового типа морского вооружения (первой отечественной электрической торпеды ЭТ-80) инженер-капитан 1-го ранга А. Е. Брыкин был удостоен звания лауреата Сталинской премии первой степени, 18 апреля 1943 ему присвоено воинское звание «инженер-контр-адмирал». Из служебной аттестации военного времени: «…дисциплинирован в высшей степени, исключительно тактичный командир. Отлично знает свою специальность и её совершенствует, добивается всеми путями знать по ней как можно больше. Работоспособный, энергичный, настойчивый. К порученной работе относится очень добросовестно, болеет за недостатки и всегда стремится их ликвидировать. Всю порученную работу выполняет аккуратно…».
С ноября 1945 член Центральной коллегии по тралению европейских вод и Восточно-Атлантической зональной коллегии. После окончания войны вновь был назначен начальником минно-торпедного факультета Военно-морской академии кораблестроения и вооружения им. А. Н. Крылова (10.1946-5.1948), а в мае 1948 — начальником минно-торпедного управления (с 1 апреля 1951 — Главного управления) ВМС, которое он возглавлял до мая 1952.
В 1950 году Брыкин являлся организатором завершающего этапа разработки и освоения первой отечественной самонаводящейся акустической торпеды САЭТ-50. С 1951 возглавлял Минно-торпедную секцию АН СССР, которая в этом же году была переименована в Секцию минно-торпедного оружия и защиты кораблей при Президиуме АН СССР (Морская физическая секция).
В ноябре 1951 А. Е. Брыкину было присвоено воинское звание инженер-вице-адмирала (с 18.11.1971 — вице-адмирал-инженер). В 1962 защитил диссертацию на соискание учёной степени доктора технических наук. В распоряжении главкома ВМФ (10.1964-2.1965), с февраля по июль 1965 исполнял должность профессора-консультанта Учёного совета Военно-морской академии. С июля 1965 — в отставке. Александр Евстратьевич Брыкин на пенсии проживал вместе с супругой Варварой Николаевной в Москве. Скончался в 1976, похоронен на Николо-Архангельском кладбище.

## Награды и премии
- Сталинская премия первой степени (1943) — за создание нового типа морского вооружения
- орден Ленина (21.2.1945)[7][8];
- два ордена Красного Знамени (1944;[7] 1947)[7]
- орден Нахимова II степени (21.7.1945)[7][9];
- орден Красной Звезды (3.11.1944)[7]
- орден Отечественной войны II степени (22.1.1944)[10];
- медаль «XX лет Рабоче-Крестьянской Красной Армии»(1938)[11]

## Звания

Мемориальная доска А. Е. Брыкину в Пензе

- 26 ноября 1935, Инженер-флагман 3-го ранга;
- 4 июня 1940, Инженер-капитан 1-го ранга;
- 18 апреля 1943, инженер-контр-адмирал;
- 3 ноября 1951, инженер-вице-адмирал;
- 18 ноября 1971, вице-адмирал-инженер.

## Память

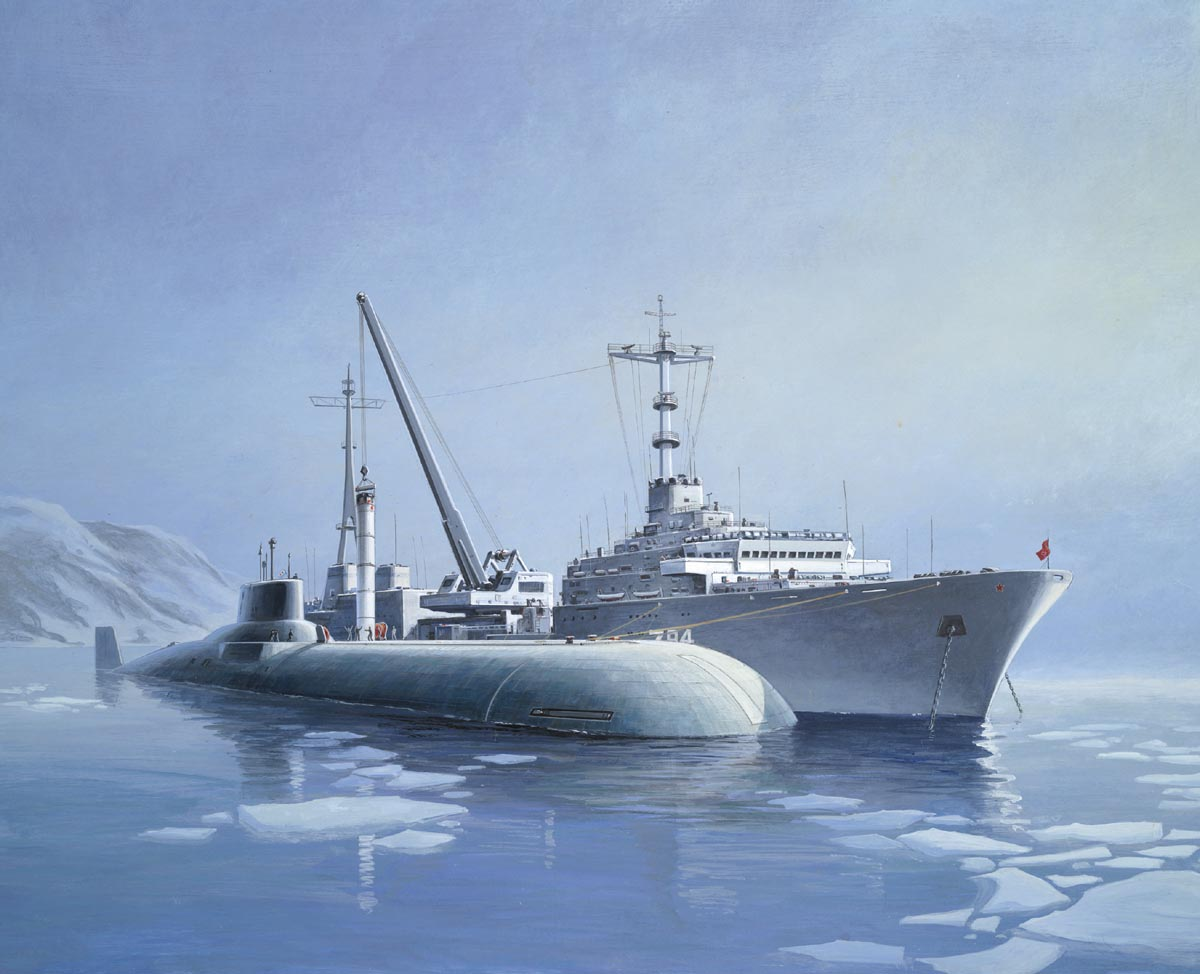
Подводная лодка проекта 941 «Акула» и «Александр Брыкин», иллюстрация из журнала The Threat in the 1980's

В Пензе на бывшем здании Пензенского реального училища по улице Володарского, дом 1, которое окончил А. Е. Брыкин, установлена мемориальная доска.
В 10-летнюю годовщину смерти А. Е. Брыкина, в 1986 в Ленинграде на Адмиралтейском заводе был построен морской транспорт вооружений «Александр Брыкин» проекта 11570 полным водоизмещением 11 440 тонн, имеющий 16 контейнеров для ракет Р-39 и снабжённый 125-тонным краном.